# Малая Токмачка (река)
Малая Токмачка (устар. Токмачка; укр. Мала Токмачка) — левый приток реки Конка, расположенный на территории Пологовского и Ореховского районов (Запорожская область, Украина).

## География
Длина — 42 км. Площадь водосборного бассейна — 216 км². Русло реки (отметки уреза воды) в верхнем течении (село Басань) находится на высоте 140,8 м над уровнем моря.
Долина V-образная, шириной 2,5 км, глубиной до 50 м. Русло слабоизвилистое, на протяжении почти всей длины пересыхает, шириной до 5 м. Весной река становится шире, зимой, замерзая, разливается в ширину лугов. Создано несколько прудов. Вода реки используется для орошения и технических нужд.
Берёт начало от двух ручьёв восточнее сёл Григоровка и Семёновка. Река течёт на северо-запад. Впадает в реку Конка в 84 км от её устья восточнее села Малая Токмачка.
Притоки: многочисленные балки.
Населённые пункты (от истока к устью):
Пологовский район
1. Григоровка
2. Семёновка
3. Басань
4. Шевченково
5. Тарасовка
6. Новофёдоровка
7. Павловское (Павловка)

Ореховский район
1. Новопокровка